# Montéléger
Montéléger [mɔ̃teleʒe] est une commune française située dans le département de la Drôme en région Auvergne-Rhône-Alpes.
Ses habitants sont dénommés les Montélégeois(e)s.

## Géographie

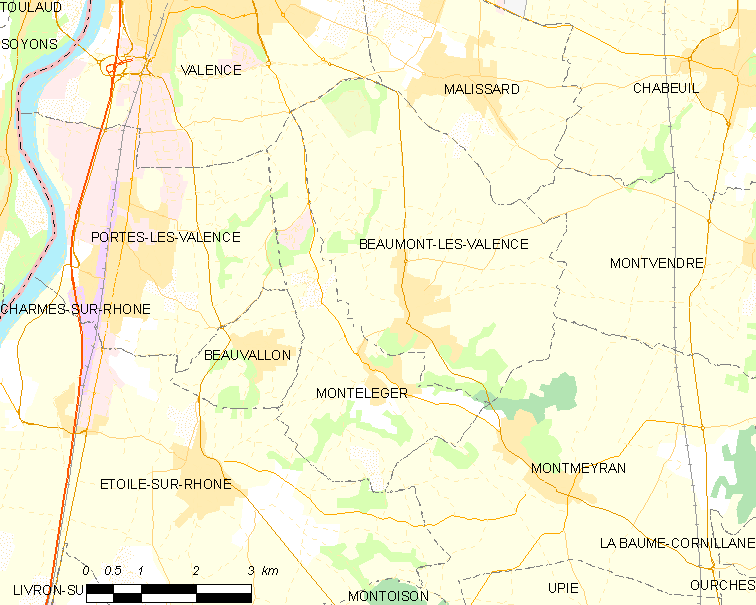
Plan de Montéléger et des communes voisines.

### Localisation
La commune de Montéléger est limitrophe (au sud) de la ville de Valence (préfecture de la Drôme), à dix kilomètres environ de son centre-ville.
Le bourg central de Montéléger est situé (par la route) à 114 kilomètres de Lyon, préfecture de la région Auvergne-Rhône-Alpes, à 102 kilomètres de Grenoble, à 219 kilomètres de Marseille et à 574 kilomètres de Paris.

### Hydrographie
La commune est traversée par de nombreux cours d'eau dont :
- la Véore, affluent de la rive gauche du Rhône, d'une longueur de 37,6 kilomètres[3] traverse le nord du territoire communal et qui compte deux de ses affluents sur ce même territoire :
  - l'Écoutay d'une longueur de 17 kilomètres[4] qui rejoint la Véore au nord du bourg.
  - le Pétochin (ou ruisseau de Loye) d'une longueur de 16,93 kilomètres[5] qui traverse le secteur du bourg central et qu compte, lui-même, un affluent sur la commune :
    - le ruisseau de Guillomont d'une longueur de 7 kilomètres[6]

### Climat
Pour des articles plus généraux, voir Climat d'Auvergne-Rhône-Alpes et Climat de l'Eure.
En 2010, le climat de la commune est de type climat du Bassin du Sud-Ouest, selon une étude du CNRS s'appuyant sur une série de données couvrant la période 1971-2000. En 2020, Météo-France publie une typologie des climats de la France métropolitaine dans laquelle la commune est dans une zone de transition entre le climat de montagne et le climat méditerranéen et est dans la région climatique  Moyenne vallée du Rhône, caractérisée par un bon ensoleillement en été (fraction d’insolation > 60 %), une forte amplitude thermique annuelle (4 à 20 °C), un air sec en toutes saisons, orageux en été, des vents forts (mistral), une pluviométrie élevée en automne (250 à 300 mm). 
Pour la période 1971-2000, la température annuelle moyenne est de 12,8 °C, avec une amplitude thermique annuelle de 17,7 °C. Le cumul annuel moyen de précipitations est de 842 mm, avec 7,1 jours de précipitations en janvier et 4,6 jours en juillet. Pour la période 1991-2020, la température moyenne annuelle observée sur la station météorologique de Météo-France la plus proche, sur la commune de Guillonville à 439 km à vol d'oiseau, est de 11,4 °C et le cumul annuel moyen de précipitations est de 617,9 mm,. Pour l'avenir, les paramètres climatiques de la commune estimés pour 2050 selon différents scénarios d'émission de gaz à effet de serre sont consultables sur un site dédié publié par Météo-France en novembre 2022.

### Voies de communication et transports

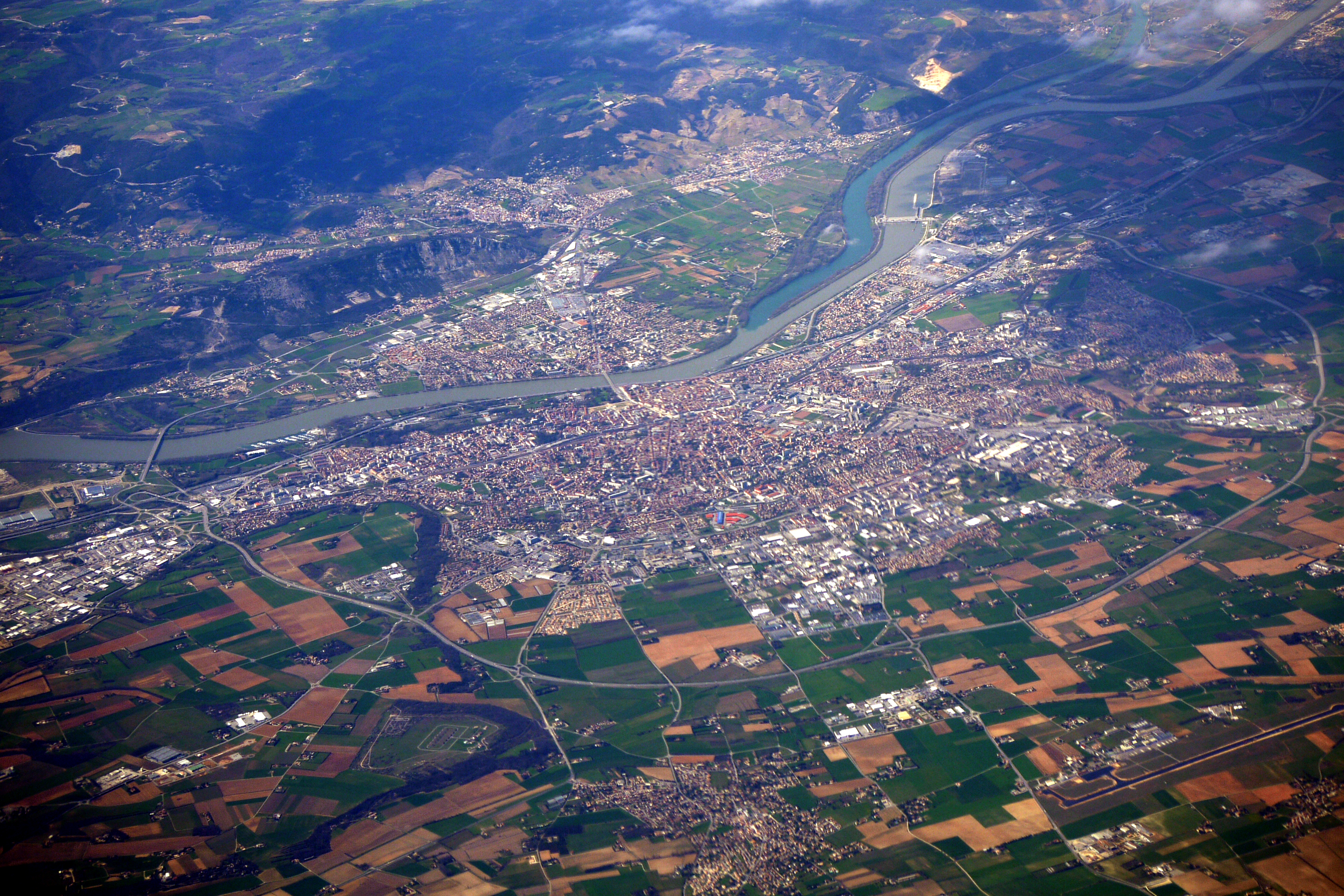
Périphérique valentinois : le territoire de Montéléger se situe en bas de la photo où l'on peut distinguer le site du centre hospitalier Le Valmont.

La commune est desservie par le périphérique valentinois dont une sortie se raccorde à la route départementale 261 (RD261) et permet de rejoindre le bourg central et les différents quartiers et hameaux
- 32 : Valence-Lautagne, Centre Hospitalier, Montéléger.

La route départementale 502 (RD502) relie le bourg central de Montéléger à la commune voisine de Beaumont-les-Valence.

La route départementale 211 (RD211) relie Montéléger à la commune voisine de Beauvallon.

#### Transports publics
La commune est desservie par la ligne 23 de la ligne d'autobus de l'agglomération valentinoise dénommé Citéa :
- Upie (village)-Montmeyran (le Parc) ↔ Montéléger (centre) ↔ VALENCE (Pôle Bus)

## Urbanisme

### Typologie
Au 1er janvier 2024, Montéléger est catégorisée bourg rural, selon la nouvelle grille communale de densité à 7 niveaux définie par l'Insee en 2022.
Elle appartient à l'unité urbaine de Beaumont-lès-Valence, une agglomération intra-départementale dont elle est une commune de la banlieue,. Par ailleurs la commune fait partie de l'aire d'attraction de Valence, dont elle est une commune de la couronne,. Cette aire, qui regroupe 71 communes, est catégorisée dans les aires de 200 000 à moins de 700 000 habitants,.

### Occupation des sols
L'occupation des sols de la commune, telle qu'elle ressort de la base de données européenne d’occupation biophysique des sols Corine Land Cover (CLC), est marquée par l'importance des territoires agricoles (75,7 % en 2018), en diminution par rapport à 1990 (81,9 %). La répartition détaillée en 2018 est la suivante : 
terres arables (66,5 %), forêts (9,6 %), zones urbanisées (9,5 %), zones agricoles hétérogènes (5,5 %), zones industrielles ou commerciales et réseaux de communication (5,2 %), prairies (3,7 %). L'évolution de l’occupation des sols de la commune et de ses infrastructures peut être observée sur les différentes représentations cartographiques du territoire : la carte de Cassini (XVIIIe siècle), la carte d'état-major (1820-1866) et les cartes ou photos aériennes de l'IGN pour la période actuelle (1950 à aujourd'hui).

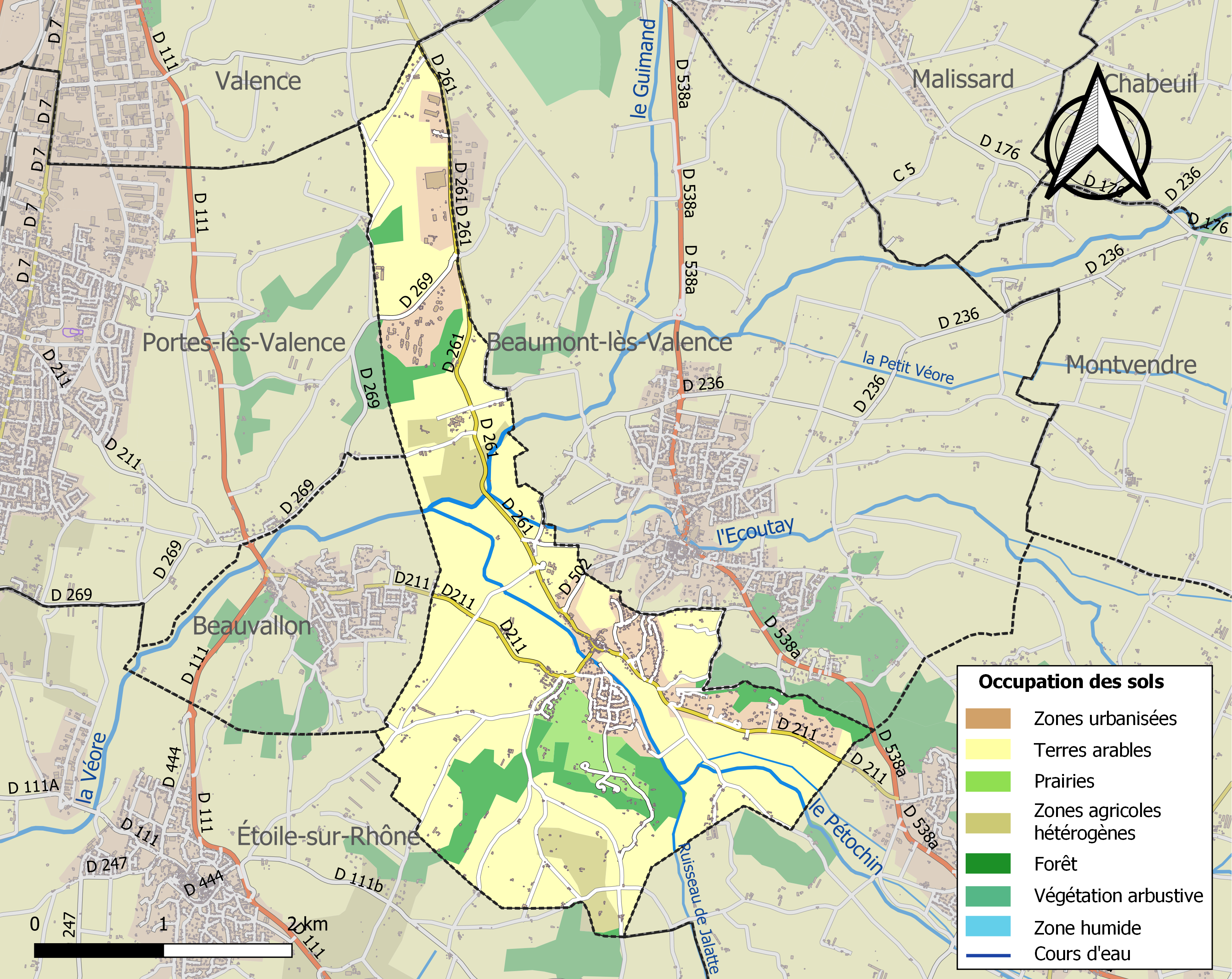
Carte des infrastructures et de l'occupation des sols de la commune en 2018 (CLC).

### Morphologie urbaine
Le village est en arc de cercle au pied du château.
Montéléger, appartient à l'agglomération très urbanisée de Valence qui dépasse les 100 000 habitants, cependant la commune a gardé une taille modeste (moins de 2 000 habitants) et son caractère rural malgré la présence de nombreuses constructions modernes à caractère résidentiel, car ces lotissements sont entourés de terres agricoles.
La commune est constituée d'un bourg central entourée de nombreux lotissements, ainsi que de quelques hameaux.

#### Hameaux et lieux-dits
Site géoportail de l'Institut géographique national :
| - la Léore - Beauvert - Perrin - les Rebatières / CHS le Valmont - Bois des Rebatières - Massard - Lorient (parc départemental) - Gaud | - Vicherolle - le Gros Pays - Planèze - Rodet - Tarare - les Trois Becs - les Marauds - Consonave | - Périon - le Petit Montalivet - la Gamelle - les Roches - les Blaches - les Vergants - les Eaux - les Champs Blancs | - Sivacières - les Bruyères - le Clos - Zodinon - Rigomand - Comborie - les Reines - Côteau des Reines |

### Risques naturels et technologiques

#### Risques sismiques
La totalité du territoire de la commune de Montéléger est situé en zone de sismicité no 3 (sur une échelle de 5), comme la plupart des communes situées dans la vallée du Rhône.
| Type de zone | Niveau            | Définitions (bâtiment à risque normal) |
| ------------ | ----------------- | -------------------------------------- |
| Zone 3       | Sismicité modérée | accélération = 1,1 m/s2                |

## Toponymie

### Attestations
Dictionnaire topographique du département de la Drôme :
- 1157 : castrum Montis Lagerii (Gall. christ., XVI, 104).
- 1229 : Montem Latgerium (cartulaire de Léoncel, 105).
- 1286 : de Monte Lagerio (archive de la Drôme, E 1512).
- 1540 : mention de la paroisse : cura Montislagerii (rôle de décimes).
- 1606 : Montélégier (rôle de tailles).
- 1624 : Montlagier (parcellaire de Montoison).
- 1657 : Montellegier (parcellaire de Montoison, 512).
- 1891 : Montéléger, commune du canton de Valence.

### Étymologie
La première partie du toponyme vient du latin mons signifiant « élévation, colline, mont, montagne ».

La seconde partie viendrait d'un nom d'homme germanique : Leodegrius.

## Histoire

### Protohistoire
Durant la période celte, le territoire de Montéléger se situait dans le territoire des Segovellaunes[réf. nécessaire].

### Du Moyen Âge à la Révolution
La seigneurie :
- Au point de vue féodal, Montéléger était une terre du patrimoine des évêques de Valence, dont les droits furent confirmés en 1157 par les empereurs germaniques.
- 1470 : elle est engagée aux Eurre.
- 1506 : engagée aux Villars.
- 1530 : engagée aux Mayaud.
- 1654 : engagée aux Luc.
- 1742 : acquise par les Bernon, derniers seigneurs.

Démographie :
- 1688 : 60 ménages, tous pauvres.
- 1789 : 140 chefs de famille.

Avant 1790, Montéléger était une communauté de l'élection subdélégation et bailliage de Valence.

Elle formait une paroisse du diocèse de Valence dont l'église, dédiée à saint Marcel, dépendait du prieuré de Beaumont-lès-Valence qui y prenait la dîme et présentait à la cure.

### De la Révolution à nos jours
En 1790, la commune est comprise dans le canton d'Étoile. La réorganisation de l'an VIII (1799-1800) la place dans le canton de Valence.
En 1793, Montéléger est un village florissant, la statistique résume ainsi son état : « canton et arrondissement de Valence, perception et bureau de poste d'Étoile, école primaire, foire le samedi de l'octave de Pâques et le 15 juin ». Cette statistique lui reconnaît 644 habitants[réf. nécessaire].

## Politique et administration

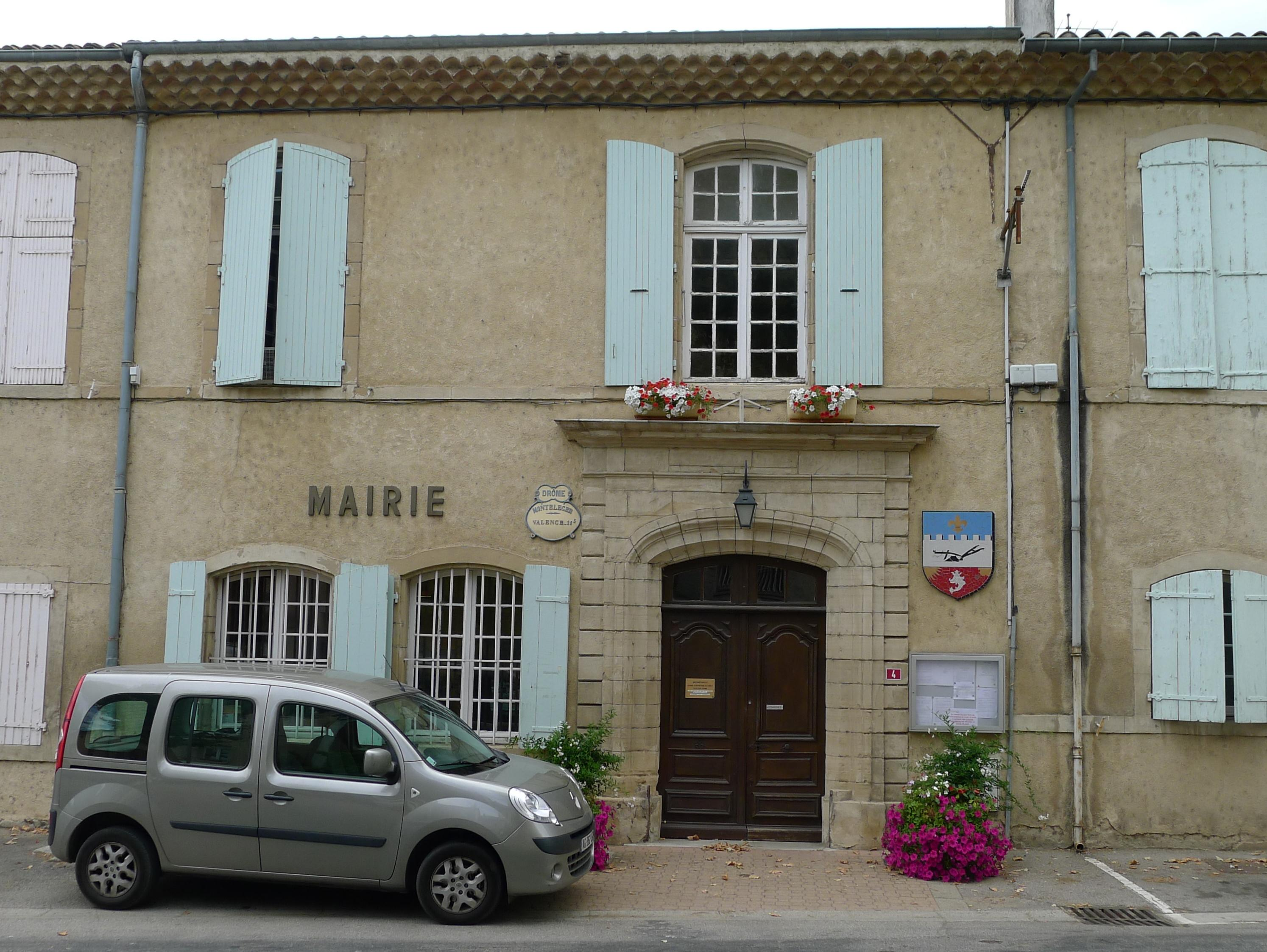
Mairie de Montéléger.

### Administration municipale
Le conseil municipal de Montéléger est composé de dix-neuf membres (dix femmes et neuf hommes) dont une maire, trois adjoints au maire, trois conseillers délégués et dix conseillers municipaux. La moyenne d'âge de cette assemblée est de 54 ans.
La commune compte également un « conseil municipal » des jeunes. En 2018, il était composé de quatorze jeunes scolarisés (du CE2 à la 6e). Ce CMJ organisent plusieurs événements annuels (la boom des jeunes, le nettoyage des chemins forestiers, etc.)[réf. nécessaire].

### Liste des maires
| Période                                  | Période       | Identité                              | Étiquette        | Qualité        |
| ---------------------------------------- | ------------- | ------------------------------------- | ---------------- | -------------- |
| Les données manquantes sont à compléter. |               |                                       |                  |                |
| 1871                                     |               | ?                                     |                  |                |
| 1874                                     |               | ?                                     |                  |                |
| 1878                                     |               | ?                                     |                  |                |
| 1884                                     |               | ?                                     |                  |                |
| 1888                                     |               | ?                                     |                  |                |
| 1892                                     |               | ?                                     |                  |                |
| 1896                                     |               | ?                                     |                  |                |
| 1900                                     |               | ?                                     |                  |                |
| 1904                                     |               | ?                                     |                  |                |
| 1908                                     |               | ?                                     |                  |                |
| 1912                                     |               | ?                                     |                  |                |
| 1919                                     |               | ?                                     |                  |                |
| 1925                                     |               | ?                                     |                  |                |
| 1929                                     |               | ?                                     |                  |                |
| 1935                                     |               | ?                                     |                  |                |
| 1945                                     |               | ?                                     |                  |                |
| 1947                                     |               | ?                                     |                  |                |
| 1953                                     |               | ?                                     |                  |                |
| 1959                                     |               | ?                                     |                  |                |
| 1965                                     |               | ?                                     |                  |                |
| 1971                                     |               | ?                                     |                  |                |
| 1977                                     | 1983          | Jean-Marie Sanne                      | (sans étiquette) |                |
| 1983                                     | 1989          | Jean-Marie Sanne                      |                  | maire sortant  |
| 1989                                     | 1995          | Jean-Marie Sanne                      |                  | maire sortant  |
| 1995                                     | 2001          | Jean-Marie Sanne                      |                  | maire sortant  |
| 2001                                     | décembre 2006 | Jean-Marie Sanne                      |                  | maire sortant  |
| décembre 2006 (statut ?)                 | 2008          | Marylène Peyrard                      | DVD              | fonctionnaire  |
| 2008                                     | 2014          | Marylène Peyrard                      |                  | maire sortante |
| 2014                                     | 2020          | Marylène Peyrard                      |                  | maire sortante |
| 2020                                     | En cours      | Marylène Peyrard[source insuffisante] |                  | maire sortante |

### Rattachements administratifs et électoraux
Montéléger est une des communes adhérentes de la communauté d'agglomération Valence Romans Agglo[réf. nécessaire].

## Population et société

### Démographie
L'évolution du nombre d'habitants est connue à travers les recensements de la population effectués dans la commune depuis 1793. Pour les communes de moins de 10 000 habitants, une enquête de recensement portant sur toute la population est réalisée tous les cinq ans, les populations de référence des années intermédiaires étant quant à elles estimées par interpolation ou extrapolation. Pour la commune, le premier recensement exhaustif entrant dans le cadre du nouveau dispositif a été réalisé en 2006.

En 2022, la commune comptait 1 670 habitants, en évolution de −7,12 % par rapport à 2016 (Drôme : +2,64 %, France hors Mayotte : +2,11 %).
| 1793 | 1800 | 1806 | 1821 | 1831 | 1836 | 1841 | 1846 | 1851 |
| ---- | ---- | ---- | ---- | ---- | ---- | ---- | ---- | ---- |
| 558  | 459  | 623  | 688  | 714  | 714  | 712  | 720  | 718  |

| 1856 | 1861 | 1866 | 1872 | 1876 | 1881 | 1886 | 1891 | 1896 |
| ---- | ---- | ---- | ---- | ---- | ---- | ---- | ---- | ---- |
| 687  | 644  | 610  | 597  | 617  | 594  | 564  | 563  | 547  |

| 1901 | 1906 | 1911 | 1921 | 1926 | 1931 | 1936 | 1946 | 1954 |
| ---- | ---- | ---- | ---- | ---- | ---- | ---- | ---- | ---- |
| 531  | 596  | 572  | 474  | 480  | 475  | 475  | 382  | 417  |

| 1962 | 1968 | 1975 | 1982  | 1990  | 1999  | 2006  | 2011  | 2016  |
| ---- | ---- | ---- | ----- | ----- | ----- | ----- | ----- | ----- |
| 455  | 580  | 941  | 1 432 | 1 399 | 1 526 | 1 866 | 1 802 | 1 798 |

| 2021  | 2022  | - | - | - | - | - | - | - |
| ----- | ----- | - | - | - | - | - | - | - |
| 1 707 | 1 670 | - | - | - | - | - | - | - |

### Enseignement
Rattachée à l'académie de Grenoble, la commune compte plusieurs établissements scolaires publics et privés, dont :
- l'école maternelle et élémentaire communale qui présente un effectif de 128 élèves lors de la rentrée scolaire 2018/2019[34]
- le lycée agricole privé du Val-de-Drôme est un établissement de la fondation des apprentis d'Auteuil qui assure aux scolaires depuis la 4e jusqu'au baccalauréat professionnel un enseignement orienté vers le machinisme agricole, le service à la personne et la vente en espace rural pour un effectif de 200 élèves[35].

### Santé
- Le CHS Drôme Vivarais (autrefois dénommé le centre Hospitalier Le Valmont) est un établissement public de santé spécialisé en psychiatrie enfant et adulte[36]. Cette structure gère 240 lits sur deux sites dont 185 lits sur le site des Rebatières, un hameau au nord de Montéléger. Le site comprend également une Unité de soins de longue durée[37].
- L'Institut médico-éducatif Les Colombes, ouvert en 1970 et l'IME du domaine de Lorient, ouvert en 1974 sont des établissements accueillant et hébergeant enfants et adolescents handicapés atteints de déficience intellectuelle[38],[39].

### Loisirs
- Le parc départemental de Lorient, propriété du conseil départemental de la Drôme depuis 1967, accueille environ 200 000 visiteurs par an sur un site de dix sept hectares aménagés en espace naturel de découverte et de détente[40].

Parc départemental de Lorient.

### Médias
La commune est située dans la zone de distribution de plusieurs organes de la presse écrite :
- Le Dauphiné libéré est le quotidien régional à grand tirage qui consacre, chaque jour, y compris le dimanche, dans son édition de Valence-Drôme, un ou plusieurs articles à l'actualité de la commune, ainsi que des informations sur les travaux routiers, et autres événements divers à caractère local.
- L'Agriculture Drômoise est un journal agricole et rural. Il couvre l'actualité de tout le département de la Drôme.
- Drôme Hebdo (anciennement Peuple libre) est un journal hebdomadaire catholique basé à Valence. Il couvre l'actualité de tout le département de la Drôme.

La commune est située sur l'aire de diffusion de Ici Drôme Ardèche, une radio publique également diffusée sur tout le territoire du département de la Drome et de l'Ardèche.

### Cultes
La communauté catholique et l'église de Montéléger (propriété de la commune) dépendent de la paroisse Saint-Martin-de-la-plaine de Valence qui comprend d'autres communes du secteur.

Cette paroisse est rattachée au diocèse de Valence.

## Économie

### Agriculture
En 1992 : champs de céréales (maïs), arbres fruitiers, aviculture.

## Culture et patrimoine

### Lieux et monuments
- La porte de la Calade est une ancienne porte fortifiée de l'enceinte du village[réf. nécessaire].
- Le château de Montéléger fut bâti vers la fin du XVe siècle ou dans les premières années du XVIe siècle. Le comte de Montéléger, l'un des derniers propriétaires du château, s'est appliqué à le restaurer et à l'embellir.

La chambre des rois a pris son nom d'une visite royale, celle de Henri III venu du Comtat pour mettre le siège devant Livron.
De grandes salles avec des ouvertures en arceaux « donnent une majesté particulière » à l'édifice.
Aujourd'hui propriété d'une institution, le château abrite une maison pour personnes âgées[réf. nécessaire].
- Château de Montalivet (XVIIe siècle[19].
- Église Saint-Martin de Montéléger, composite[19].

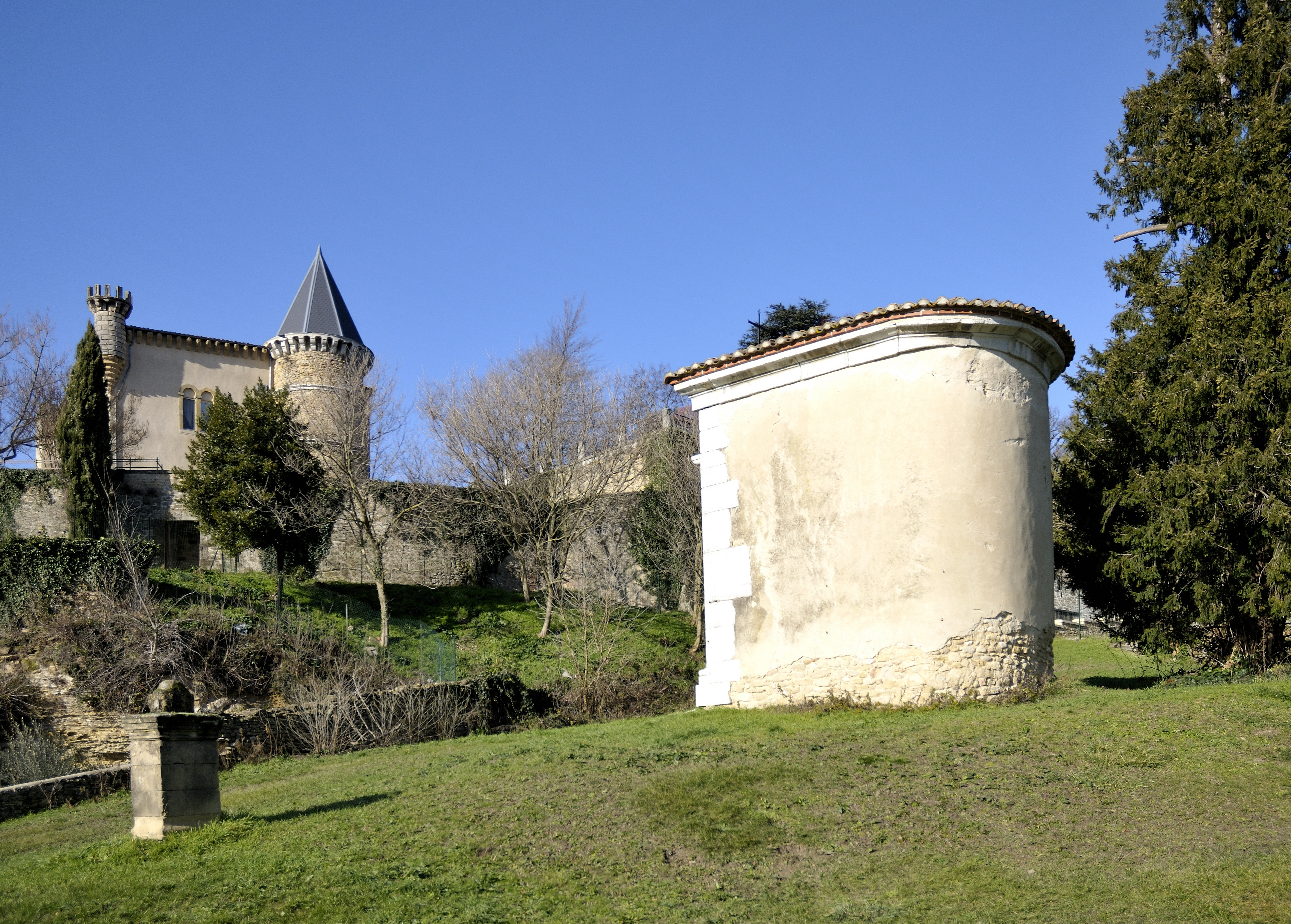
Chapelle attenante au château de Montéléger.
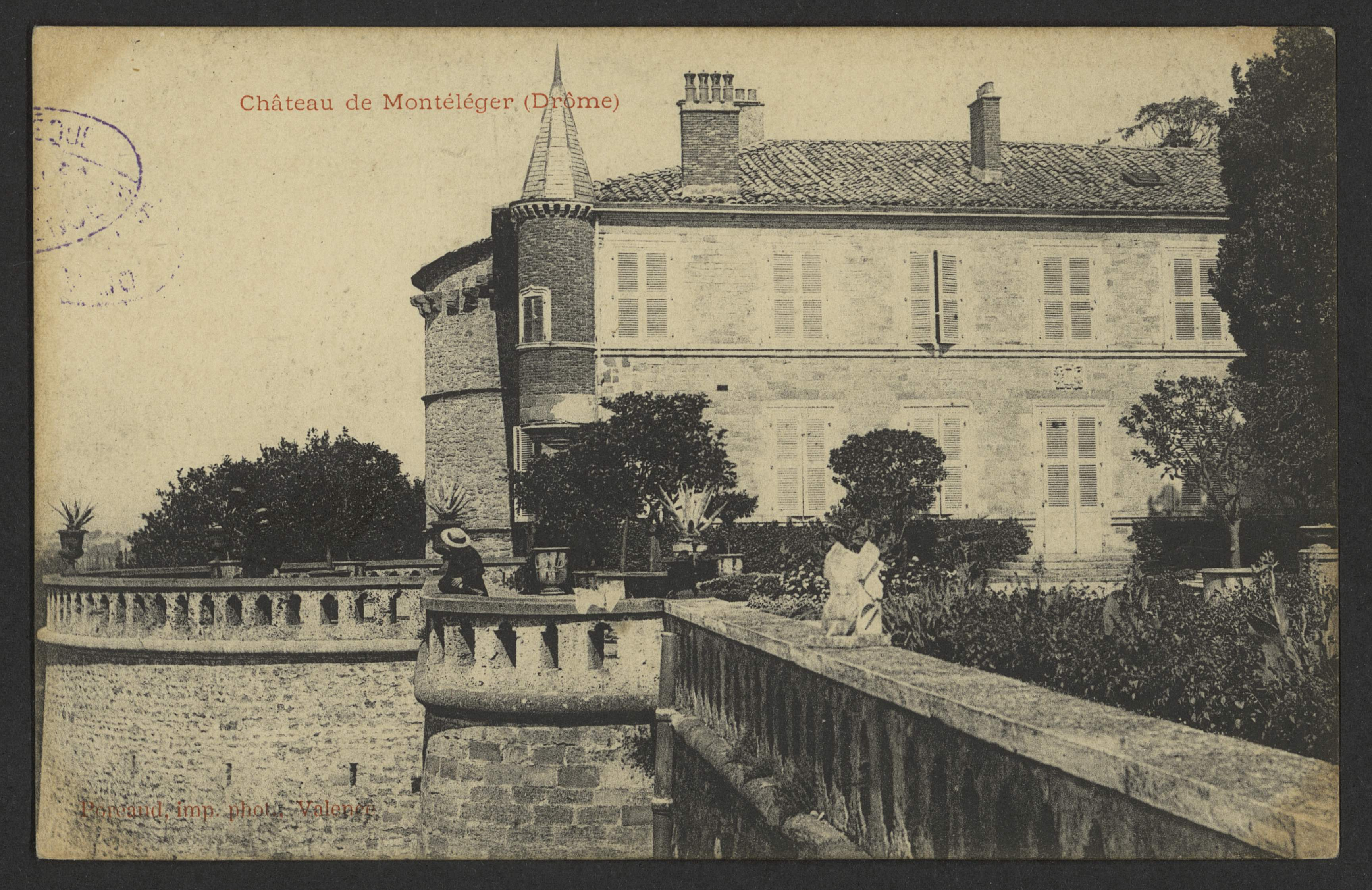
Château de Montéléger au début du XXe siècle.
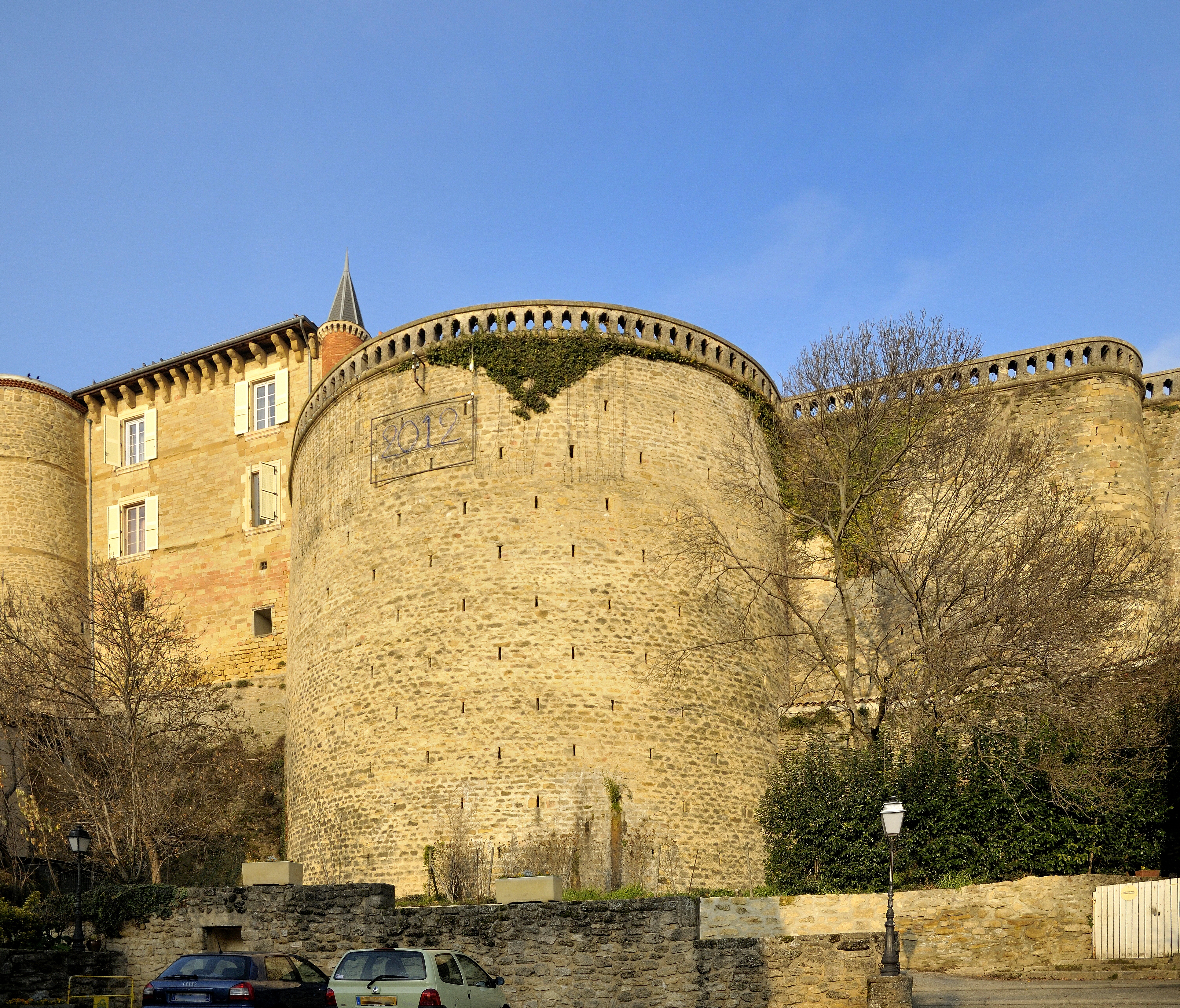
Au pied du château.
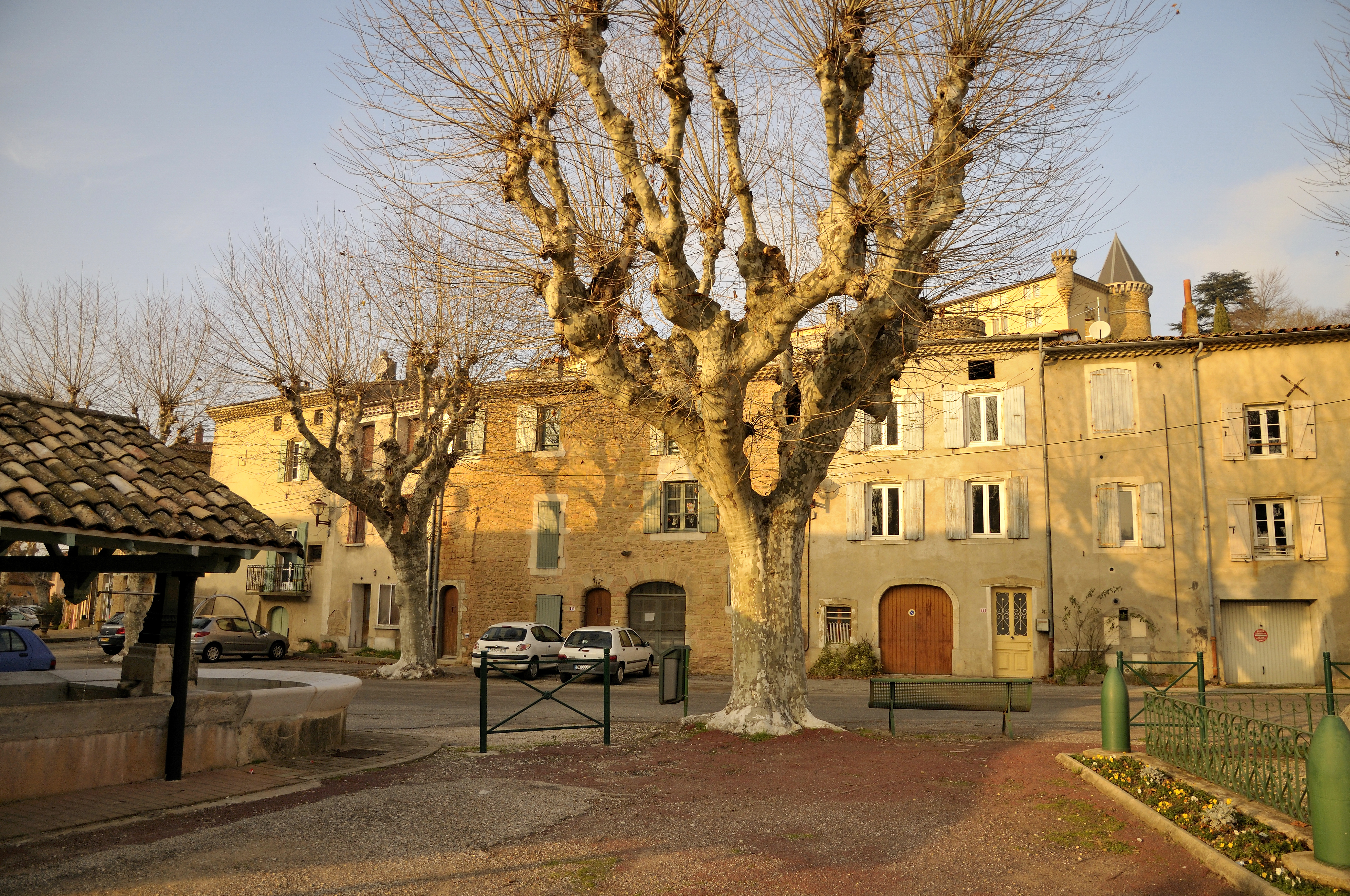
Lavoir communal.
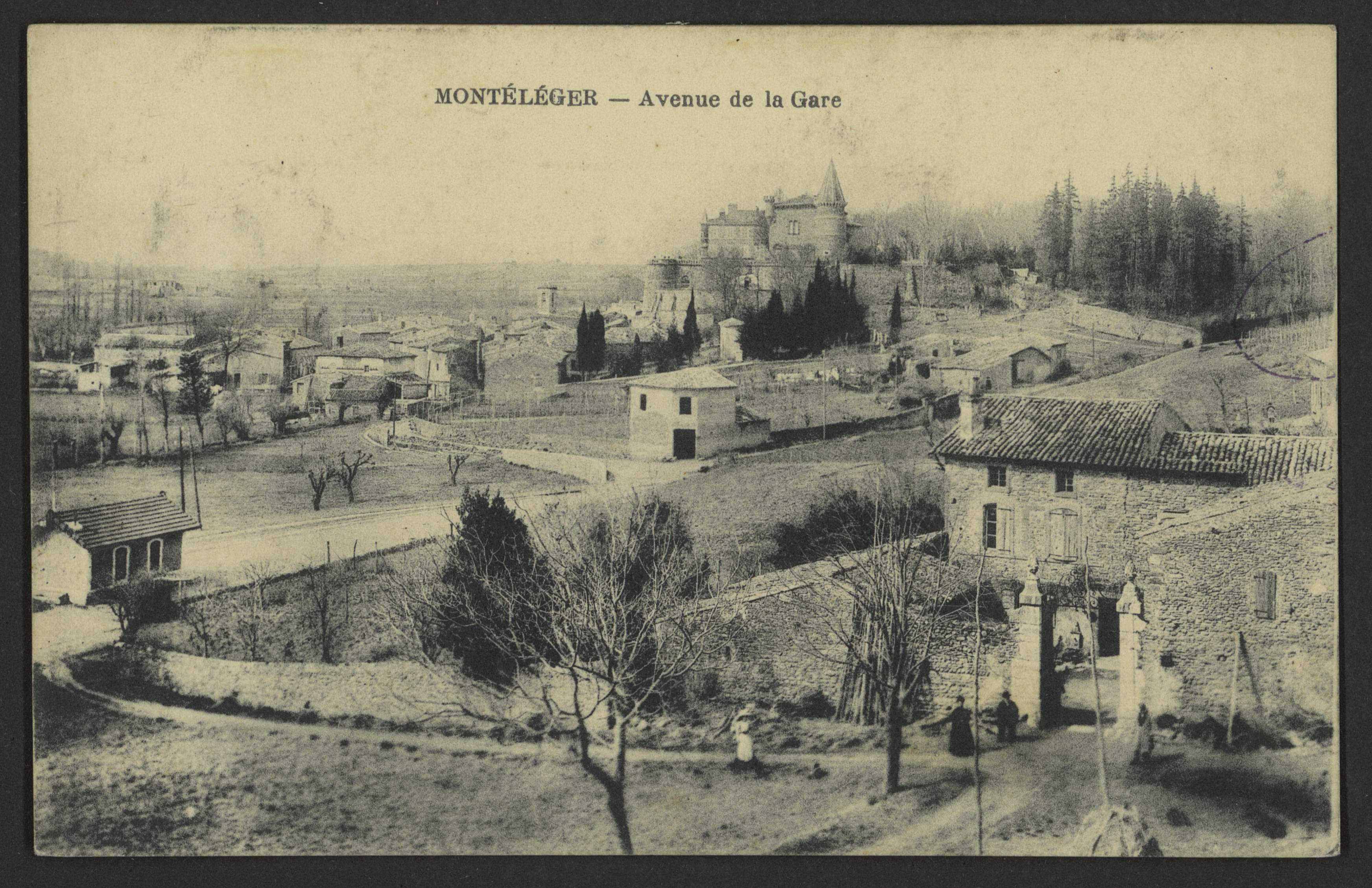
Bourg de Montéléger au début du XXe siècle.

### Patrimoine naturel
- Le parc départemental de Lorient est qualifié d'espace naturel sensible. 151 espèces de fleurs, 37 espèces d’oiseaux, plusieurs espèces de papillons et libellules, ainsi que de nombreux mammifères tels que des écureuils, des lapins, des lièvres bruns ainsi que des renards roux et des blaireaux d'Europe y ont été répertoriés[réf. nécessaire].

Des travaux d'aménagement ont été entrepris en 2012 et les années suivantes afin de permettre une meilleure diversification de la végétation locale, la création de chemins de promenade, ainsi que la réorganisation et le réaménagement des aires de parking.

### Personnalités liées à la commune
- Bernard Cathelin (1919-2004) : peintre français. Il fut très attaché à la région drômoise qu'il a immortalisée dans de nombreuses peintures. Il a vécu plusieurs années à Montéléger et y est enterré. La salle des fêtes du village a été renommée, en son honneur, Espace Cathelin[réf. nécessaire].
- Mathias Malzieu (né en 1974) : chanteur, musicien et écrivain français, membre du groupe Dionysos, a vécu à Montéléger qu'il évoque dans son roman Maintenant qu'il fait tout le temps nuit sur toi[réf. nécessaire].

### Héraldique, logotype et devise
| Blason de Montéléger | Blason  | Tiercé en fasce : au 1er d'azur à la fleur de lis d'or, au 2e d'argent crénelé de six pièces et chargé d'un araire de sable, au 3e de gueules au dauphin couronné d'argent accompagné d'un soleil levant et d'un aquilon mouvant de l'angle senestre du chef de la partition, le tout d'or. |
| Blason de Montéléger | Détails | Le statut officiel du blason reste à déterminer. |